# Фирнебург (графство)

Герб

Фирнебург (нем. Virneburg) — бывшее графство Священной Римской империи в регионе Айфель в современной земле Рейнланд-Пфальц.
Впервые графы Фирнебурга упоминаются в документах XI века. Административным центром графства был Фирнебургский замок. Последний представитель Фирнебургов умер в 1545 году. Бо́льшая часть их имущества была утеряна или разграблена, а всё что осталось перешло по наследству к Лёвенштейнам.